# Supertec
 Supertec és el nom dels motors no oficials de Renault utilitzats després de la seva retirada oficial de la Fórmula 1 en finalitzar la temporada 1997.
Fou utilitzat sota aquesta denominació a la temporada 1999 per Williams i BAR.
L'equip Benetton va utilitzar aquests mateixos motors (evolucionats per ells) sota la denominació Playlife.
Posteriorment aquests motors van ser emprats per l'escuderia Arrows a la temporada 2000 a la que van aconseguir la setena posició al mundial de constructors.

## Història
Supertec va debutar al GP d'Austràlia, prova inicial de la temporada 1999 aconseguint 3 podis (1 segon lloc i dos tercers) com millor classificació en una cursa.
Va disputar dues temporades de Fórmula 1, essent l'últim GP disputat el Gran Premi de Malàisia del 2000.

## A la F1
| Any  | Equip             | Pilot              | # de GPs |
| ---- | ----------------- | ------------------ | -------- |
| 1999 | Williams-Supertec | Alessandro Zanardi | 16       |
| 1999 | BAR-Supertec      | Jacques Villeneuve | 16       |
| 1999 | Williams-Supertec | Ralf Schumacher    | 16       |
| 1999 | BAR-Supertec      | Ricardo Zonta      | 13       |
| 1999 | BAR-Supertec      | Mika Salo          | 3        |
| 2000 | Arrows-Supertec   | Jos Verstappen     | 17       |
| 2000 | Arrows-Supertec   | Pedro de la Rosa   | 17       |

### Resum
- Debut: Gran Premi d'Austràlia del 1999[2]
- Curses disputades: 33 (98 monoplaces)
- Victòries: 0
- Pole positions: 0
- Voltes Ràpides: 0
- Podis:  3
- Millor resultat: 2º Gran Premi d'Europa del 1999
- Punts aconseguits al Camp. Mundial: 42
- Ultima cursa disputada: Gran Premi de Malàisia del 2000